# Cantonul Metz-Ville-2
Cantonul Metz-Ville-2 este un canton din arondismentul Metz-Ville, departamentul Moselle, regiunea Lorena, Franța.